# The Cook, the Thief, His Wife & Her Lover (саундтрек)
The Cook, the Thief, His Wife & Her Lover — саундтрек-альбом англійського композитора Майкла Наймена, що містить музику до фільму «Кухар, злодій, його дружина та її коханець», який вийшов 1989 року.

## Про альбом
Альбом містить музику, написану композитором Майклом Найманом спеціально до фільму британського режисера Пітера Гріневея «Кухар, злодій, його дружина та її коханець», що вийшов 1989 року. Найман співпрацював із Гріневеєм вже не вперше, написавши музику до шести попередніх робіт режисера, зокрема, його минулорічної стрічки «Відлік потопельників».
Альбом розпочинається з композиції «Memorial», яка є основною темою фільму. Вона була написана Найманом після Ейзельської трагедії 1985 року, коли перед футбольним матчем у Брюсселі внаслідок тисняви та обвалу стіни стадіону загинуло 39 вболівальників, і до цього виконувалася наживо лише один раз — 15 червня 1985 року. Коли Гріневей та Найман обговорювали музичне оформлення фільму, композитор поставив запис п'ятої секції твору, який транслювався на французькому радіо, і той повністю задовольнив режисера. Композиція вирізняється оркестровим аранжуванням за участі струнних та духових інструментів, а також вокальною партією співачки-сопрано Сари Леонард.
Окрім піднесеної «Memorial», яку виконав колектив Michael Nyman Band, альбом містить дві коротші та більш спокійні композиції гурту Наймана — «Book Depository» та «Coupling». Тема «Miserere» звучить на альбомі у виконанні лондонського хору London Voices, а її парафраз зіграв на фортепіано сам Найман в дуеті зі скрипачем Александром Баланеску.

## Список композицій
| #  | Назва                 | Виконавець                         | Тривалість |
| -- | --------------------- | ---------------------------------- | ---------- |
| 1. | «Memorial»            | Michael Nyman Band                 | 12:07      |
| 2. | «Miserere Paraphrase» | Майкл Найман, Александер Баланеску | 5:43       |
| 3. | «Book Depository»     | Michael Nyman Band                 | 5:41       |
| 4. | «Coupling»            | Michael Nyman Band                 | 5:17       |
| 5. | «Miserere»            | London Voices                      | 11:34      |

## Учасники запису
| Michael Nyman Band: - Александер Баланеску — скрипка, - Елізабет Перрі — скрипка, - Джонатан Карні — скрипка, альт, - Тоні Хінніган — віолончель, - Кріс Лоуренс — контрабас, - Девід Фуест — кларнет, - Джон Харл — саксофон, - Девід Роуч — саксофон, - Ендрю Фіндон — саксофон, флейта, - Грем Ештон — труба, - Девід Стюарт — тромбон, - Майкл Найман — фортепіано, - Сара Леонард — сопрано. | Хор London Voices: - Пол Чепмен — чоловіче сопрано, - Елізабет Гаррісон, - Джудіт Різ, - Сью Андерсон, - Сара Леонард, - Леслі Рейд, - Дорін Вокер, - Гарет Робертс, - Террі Едвардс, - Саймон Девіс, - Гордон Джонс, - Джеффрі Шоу. | Продюсер — Девід Каннінгем. Композитор та дирижер — Майкл Найман. Всі композиції, окрім «Miserere», записано та зведено на студії PRT: - Звукоінженер — Майкл Даффон, - Помічник інженера — Діллон Галлахер. «Miserere» записано в студії Marcus, зведено в студії Landsdowne: - Звукоінженер — Тім Хант, - Звукоінженер — Майкл Даффон, - Помічник інженера — Марстен Бейлі. |